# Dilobopterus chiriquensis
Dilobopterus chiriquensis är en insektsart som beskrevs av Fowler 1899. Dilobopterus chiriquensis ingår i släktet Dilobopterus och familjen dvärgstritar. Inga underarter finns listade i Catalogue of Life.